# 扇町ミュージアムスクエア
扇町ミュージアムスクエア（おうぎまちミュージアムスクエア、略称OMS）とは、かつて大阪市北区神山町に存在した小劇場である。

## 施設概要
- 所在地: 大阪市北区神山町1-11
- 構造: 鉄筋3階建、地下1階
- 経営: 株式会社アーバネックス（大阪ガスグループ100%出資）
- 運営: 株式会社プラネットワーク（当時はアーバネックス100%出資）

周囲
- 扇町通（神山交差点）
- 扇町公園
- 扇町駅
- 扇町 (大阪市)

## 歴史
大阪ガスの遊休不動産活用事業として1985年（昭和60年）3月に、大阪ガス北支社ビルを改装する形で開業した。当初は3年間の暫定活用の予定であった。創設にあたっては、元『プレイガイドジャーナル』編集者であった津村卓がプロデュースを担当した。

### 事業及び活動
若者文化の発信基地を目指し、倉庫を改造した小劇場「フォーラム」、名画を上映するミニシアター「コロキューム」、雑貨店「souvenir」、カフェレストラン「saloon REPAIR」、ギャラリー「ギルドギャラリー」を備え、近鉄劇場（2004年閉鎖。跡地再開発で新歌舞伎座が入るビルに建替）などとともに、大阪における演劇文化を支えた施設であった。近鉄劇場が東京の劇団・団体の大阪公演を中心にしたのに対して、扇町ミュージアムスクエアは地元劇団に活動の場を提供したところに特色があった。特に小劇場「フォーラム」は「関西小劇場のメッカ」とも呼ばれる存在で、劇団☆新感線、南河内万歳一座、リリパット・アーミーなど関西の劇団が活躍した。映画上映は主にアート系の作品が多く、大林宣彦監督の『廃市』や寺山修司監督の『さらば箱舟』、ソビエトのSF映画『不思議惑星キン・ザ・ザ』などが上映されていた。また関西のインディーズ系音楽のライブも開催され、1986年2月2日にはアフター・ディナーのコンサートが行われている。
1994年（平成6年）には10周年記念事業の一環として「OMS戯曲賞」を創設。同年6月には演劇関係者による「関西演劇人会議」（後の大阪現代舞台芸術協会）を発足。また1995年（平成7年）7月には記念誌として『呼吸する劇場―扇町ミュージアムスクエア10周年記念』が出版された。
1995年（平成7年）1月に発生した阪神・淡路大震災では、OMSが「阪神大震災連絡センター」として、被災した劇団の救済活動の拠点となる。
2000年（平成12年）4月からは、ある決められたテーマについて参加者同士で語り合う、サロン型のイベント「扇町Talkin'About」を開始。

### 劇場の終焉とその後
OMSが入居するアーバネックスOMSビルは、屋上の看板から飛び出した緑色の恐竜の首のオブジェが特徴的なビルであったが、1954年（昭和29年）に建築され50年近くを経過したビルの老朽化により、2002年（平成14年）3月11日には同年末での閉館が発表された。
2003年（平成15年）1月17日より「OMSクロージングイベント・シリーズ」と題して2ヶ月間の閉館イベントを開催。
3月16日をもって18年の歴史を閉じ、ビルは同年解体された。解体後はセミナーハウス クロス・ウェーブ梅田（2006年2月20日開業）が建つ。
なおOMS戯曲賞については、OMS閉館後の第11回（2004年）まではプラネットワークが、第12回（2005年）からは大阪ガスビジネスクリエイト株式会社の手により、2018年度現在まで引き続き運営されている。
また「扇町Talkin'About」も続いており、「大阪ガスグループは、OMSを地域社会・若者文化への貢献事業と位置付けており、見方を変えれば本来の目的を達成しているとも言える」という意見もある。
なお、2023年10月に北区南扇町にオープンした「扇町ミュージアムキューブ」とは運営主体は異なるが、コンセプトを継承するとしており、名称の一部を引き継いでいる。